# امت دیویس (ملوان)
امت دیویس (انگلیسی: Emmett Davis; ۲۸ فوریهٔ ۱۸۸۶ – ۲۲ دسامبر ۱۹۶۷) قایقران قایق بادبانی اهل ایالات متحده آمریکا بود.